# 岡本徹
岡本 徹（おかもと とおる、男性、1968年（昭和43年）9月9日 - ）は、日本の空手家。東京都出身。極真空手五段。一般社団法人極真会館（全日本極真連合会）東京城西三和道場所属・荻窪道場の指導員。

## 略歴・人物
身長175cm、体重88kgという体格ながら、無差別級のみで行われる第7回世界大会で優勝した（極真会館(三瓶代表)：現新極真会主催）。
2000年の全日本空手道選手権大会で敗退後、長年の厳しい稽古から3年半の長期のブランクを作る。そのブランクの中で体の矯正や剣術家兼整体師より紹介され取り入れた棒振りトレーニング等で、ウェイトトレーニングに頼らない理想の空手を追い求め始める。
現在は、東京荻窪にて、自身の修行のかたわら、後進の指導に当たっている。

## 主な戦歴
- 1992年11月1日 第24回全日本空手道選手権大会3位
- 1993年10月31日 第25回全日本空手道選手権大会3位
- 1994年10月30日 第26回全日本空手道選手権大会4位
- 1996年1月28日 第6回全世界空手道選手権大会7位
- 1996年6月16日 第13回全日本ウェイト制空手道選手権大会重量級優勝
- 1996年10月13日 第28回全日本空手道選手権大会3位
- 1997年6月22日 空手ワールドカップ'97準優勝
- 1997年12月21日 第29回全日本空手道選手権大会7位
- 1998年12月13日 第30回全日本空手道選手権大会優勝
- 1999年12月4日 第7回全世界空手道選手権大会優勝
- 2004年5月23日 第5回全日本ウェイト制空手道選手権大会優勝

## 獲得タイトル
- 第13回全日本ウェイト制空手道選手権大会（極真会館(大山智弥子館長)：現新極真会主催）重量級優勝
- 第30回全日本空手道選手権大会（極真会館(三瓶代表)：現新極真会主催）優勝
- 第7回全世界空手道選手権大会（極真会館(三瓶代表)：現新極真会主催）優勝
- 第5回全日本ウェイト制空手道選手権大会無差別級（国際武道人育英会主催）優勝